# Melaleuca lanceolata
Melaleuca lanceolata är en myrtenväxtart som beskrevs av Christoph Friedrich Otto. Melaleuca lanceolata ingår i släktet Melaleuca och familjen myrtenväxter.

## Underarter
Arten delas in i följande underarter:
- M. l. lanceolata
- M. l. occidentalis
- M. l. planifolia
- M. l. thaeroides

## Bildgalleri

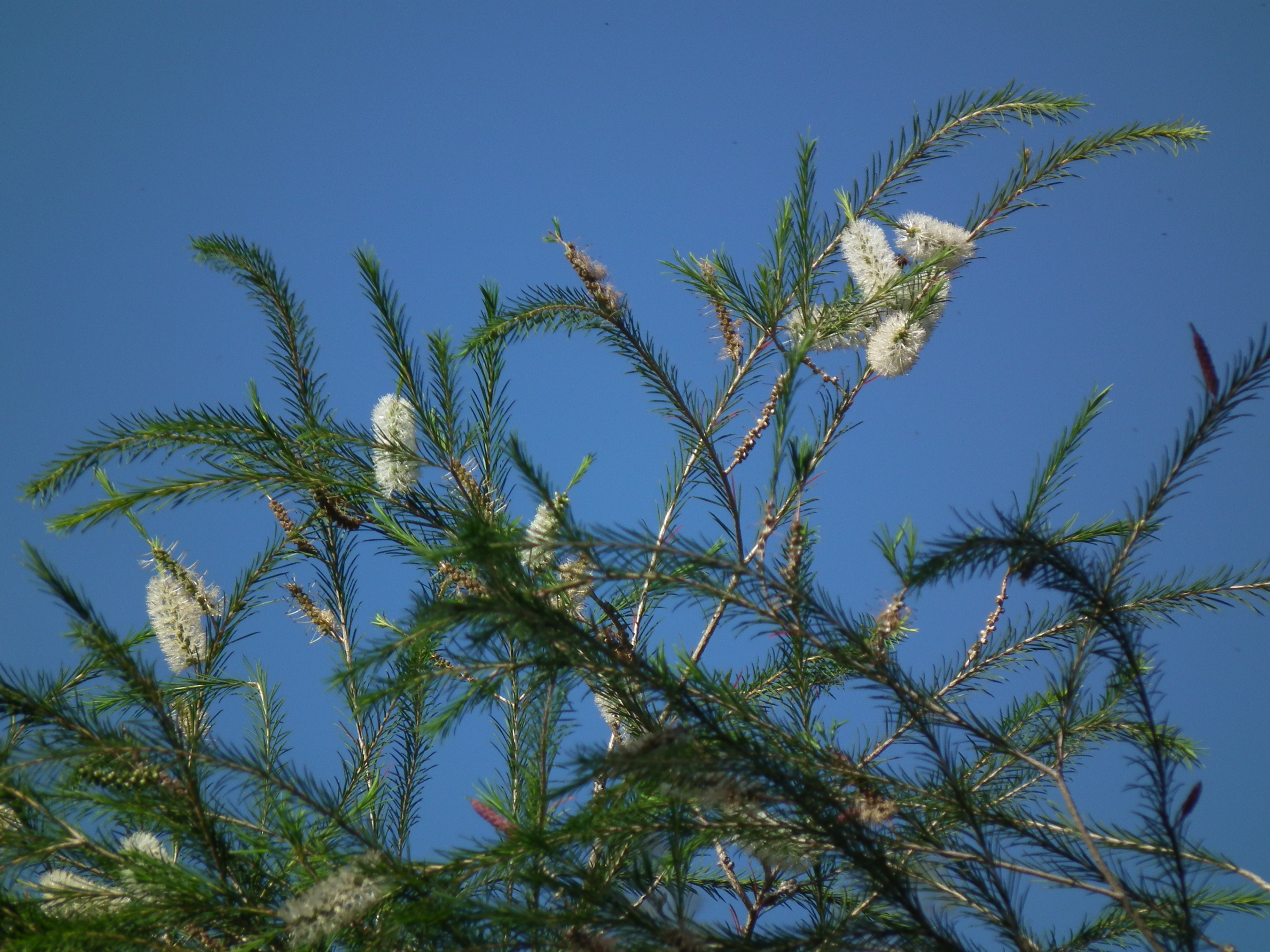